# Stormwatch (album)
| Recensione       | Giudizio |
| ---------------- | -------- |
| AllMusic         |          |
| Progarchives     |          |
| George Starostin | [ 3 ]    |

(da Dun Ringill)
Stormwatch è un concept album, dodicesimo disco registrato in studio dalla band progressive rock inglese Jethro Tull, pubblicato nel 1979.

## Il disco
Stormwatch è considerato il terzo e ultimo album di una trilogia di folk rock, completata dai precedenti Songs from the Wood e Heavy Horses.
In quest'album il rapporto fra uomo e natura è il tema predominante ed esso viene visto con un certo pessimismo. In particolare Ian Anderson condanna il comportamento dell'uomo interessato solamente alla crescita economica anche a discapito dell'ambiente, senza pensare alle terribili conseguenze che questo avrebbe sulla stessa umanità. E il titolo dell'album deriva proprio da quest'idea: sulla copertina è visibile Anderson con un binocolo mentre "guarda" (watch) una "tempesta" (storm) in arrivo. Questa tempesta rappresenta il risultato del disinteresse dell'uomo nei confronti della natura.
La registrazione del disco è segnata da un'atmosfera cupa, dovuta ai problemi di cuore del bassista John Glascock. La sua presenza è riscontrabile in 3 tracce mentre nelle rimanenti sarà lo stesso Anderson il suo sostituto. Glascock morirà il 17 novembre (giorno del compleanno di Martin Barre) dello stesso anno mentre il gruppo si trovava a San Diego per un concerto. Dal vivo il ruolo di bassista sarà affidato a Tony Williams, prima e in seguito a Dave Pegg, futuro bassista del gruppo.

## Tracce
Tutte le canzoni sono state scritte da Ian Anderson se non indicato diversamente.
1. North Sea Oil – 3:12
2. Orion – 3:58
3. Home – 2:46
4. Dark Ages – 9:13
5. Warm Sporran – 3:33
6. Something's on the Move – 4:27
7. Old Ghosts – 4:23
8. Dun Ringill – 2:41
9. Flying Dutchman – 7:46
10. Elegy (David Palmer) – 3:38
  - Bonus track presenti nella versione del 2004:
11. A Stitch in Time – 3:40
12. Crossword – 3:38
13. Kelpie – 3:47
14. King Henry's Madrigal – 3:01

### North Sea Oil
La canzone con cui si apre l'album descrive la brama di ricchezza che contraddistingue l'industria del petrolio ma anche i pericoli d'inquinamento per l'ambiente. La Scozia, terra natìa di Anderson, si affaccia sul Mare del Nord.

### Orion
Anderson sembra qui implorare aiuto al cielo, nella fattispecie alla costellazione di Orione a cui chiede di "proteggere gli spazi aperti dal nero orizzonte".

### Home
Il pezzo è affine alle precedenti "Fire at Midnight" (Songs from the Wood) e "Journeyman" (Heavy Horses), in cui Anderson celebra le virtù della vita casalinga. La musica tranquilla e soave accompagna il testo.

### Dark Ages
Si tratta del pezzo centrale dell'album, di notevole durata. La canzone non solo lamenta l'arrivo di un inverno metaforico per l'intera umanità ma anche il fatto che la gente sembra essere completamente apatica e disinteressata al suo destino. La dicitura Dark Ages si riferisce al periodo medievale inglese, i cosiddetti Secoli Bui dell'Alto Medioevo.

### Warm Sporran
Si tratta della prima traccia strumentale dell'album con cui si chiude il lato A. Lo "sporran" è una borsetta di cuoio utilizzata per trasportare denaro, legata ad una cintura indossata insieme al kilt.

### Something's on the Move
Il lato B si apre con una canzone dal ritmo decisamente frenetico. Qui gli avvertimenti sono ormai stati tutti ignorati e l'inverno metaforico discende sul mondo.

### Old Ghosts
Mentre la tempesta si dispiega, Anderson continua a lottare contro di essa: "Tornerò ancora come un vecchio cane indolenzito, lanciato attraverso l'occhio dell'uragano".

### Dun Ringill
Pezzo acustico in cui Ian Anderson riprende il concetto della tradizione, espresso nei precedenti due album, come fonte di ispirazione e conforto per l'uomo moderno. Dun Ringill è una località sulle coste di Loch Slapin, nell'isola di Skye.

### Flying Dutchman
Il titolo ("L'Olandese Volante") si riferisce alla leggendaria nave olandese il cui capitano è condannato ad attraversare i mari fino al Giorno del Giudizio. La stessa fine che attende l'uomo se questi non cambierà il proprio modo di agire. Nello scrivere questa canzone Anderson è stato ispirato con ogni probabilità dal fatto che nel 1975 (fine della Guerra del Vietnam) molti vietnamiti hanno tentato invano di trovare una nuova casa dove abitare in altre parti del mondo, abbandonando il proprio paese via mare senza però che nessuna nazione li accettasse come rifugiati ("Wee girl in a straw hat: from far east warring"), condannati a navigare senza meta. L'ultima parte della canzone però avverte i popoli benestanti dell'Occidente che potrebbero diventare loro stessi degli "olandesi volanti".

### Elegy
Secondo pezzo strumentale dell'album, composto da David Palmer. Elegy ha anche un testo, che lo stesso Palmer ha cantato in un album da lui registrato nei primi anni novanta. Sebbene molti fans associno Elegy alla sofferenza e alla morte di John Glascock, è probabile che fosse stata composta da Palmer in memoria del padre recentemente deceduto.

### A Stitch in Time
La prima delle bonus tracks inserite nella versione rimasterizzata del 2004 fu edita per la prima volta nel 1978 per promuovere l'album dal vivo Bursting Out. Nella canzone sono citati alcuni proverbi come "A stitch in time saves nine" (un piccolo lavoro oggi ti può salvare da una grande mole di lavoro domani). Il testo è pieno di immagini di questo genere ma è priva, in realtà, di profondi significati.

### Crossword
Registrata nel 1979 ma tagliata fuori dall'album, fu edita nella raccolta 20 Years of Jethro Tull (1988). Come A Stitch in Time anche questo pezzo è privo di rilevanti pretese.

### Kelpie
La canzone è dedicata al Kelpie, un demone in grado di assumere la forma di un cavallo nero, figura mitologica del folklore celtico.

### King Henry's Madrigal
Si tratta di un pezzo strumentale non composto da Anderson, bensì da Enrico VIII d'Inghilterra. Il testo è stato soppresso per l'occasione e la melodia rivisitata in chiave rock, mentre il titolo originale è "Pastime With Good Company". Nell'album The Best of Acoustic Jethro Tull (2007) ne è stata distribuita un'altra versione live più classica, con massiccio uso di violino.

## Stormwatch - 40th Anniversary Force 10 Edition
Il 18 ottobre 2019, in occasione del 40º anniversario del disco, venne pubblicato il box set Stormwatch - 40th Anniversary Force 10 Edition. L'album fu riproposto in un cofanetto comprendente 4 CD e 2 DVD, contenenti tutti i brani remixati da Steven Wilson, brani extra e dal vivo del 1980.

### Disco 1 - Steven Wilson’s Remix
1. North Sea Oil
2. Orion
3. Home
4. Dark Ages
5. Warm Sporran
6. Something's on the Move
7. Old Ghosts
8. Dun Ringill
9. Flying Dutchman
10. Elegy

### Disco 2 - Associated Recordings
1. Crossword
2. Dark Ages (early version – previously unreleased)
3. Kelpie
4. Dun Ringill (early version – previously unreleased On CD)
5. A Stitch In Time
6. A Single Man (previously unreleased)
7. Broadford Bazaar
8. King Henry’s Madrigal
9. Orion (full version – previously unreleased)
10. Urban Apocalypse (previously unreleased)
11. The Lyricon Blues
12. Man Of God (previously unreleased)
13. Rock Instrumental (unfinished master – previously unreleased)
14. Prelude To A Storm (previously unreleased)
15. Sweet Dream (live)

### Disco 3 - Live in the Netherlands – March 16, 1980
1. Intro
2. Dark Ages
3. Home
4. Orion
5. Dun Ringill
6. Elegy
7. Old Ghosts
8. Something’s On The Move
9. Aqualung
10. Peggy’s Pub
11. Jack-In-The-Green
12. King Henry’s Madrigal/Drum Solo
13. Heavy Horses

### Disco 4 - Live in the Netherlands – March 16, 1980
1. Flute Solo (incl. Bourée/Soirée/God Rest Ye Merry Gentlemen/Kelpie)
2. Keyboard Duet (Bach’s Prelude in Cm from the Well-Tempered Clavier 1)
3. Songs From The Wood
4. Hunting Girl
5. Jams O’Donnel’s Jigs
6. Thick As A Brick
7. Too Old To Rock 'n' Roll: Too Young To Die!
8. Cross-Eyed Mary
9. Guitar Solo
10. Minstrel In The Gallery
11. Locomotive Breath
12. Dambusters March

### DVD 1
1. Stormwatch - DTS and Dolby Digital 5.1 surround sound and Dolby Digital Stereo by Steven Wilson
2. Stormwatch - Flat transfer of the original 1979 mix at 96/24 LPCM stereo

### DVD 2
Associated Recordings
1. 13 tracks – 5.1 DTS and AC3 Dolby Digital mixes
2. 15 tracks – 96/24 LPCM stereo mix
3. 5 original mixes – 96/24 LPCM stereo

## Stormwatch 2
Stormwatch 2 (2020) contiene i brani della Stormwatch 40th Anniversary Force 10 Edition che non erano presenti sull'album in vinile originale. Tutte le tracce sono state remixate da Steven Wilson.

## Formazione
- Ian Anderson - voce, flauti, chitarra acustica, basso
- Martin Barre - chitarra, chitarra acustica, mandolino
- John Evan - pianoforte, organo
- Barriemore Barlow - batteria, percussioni
- John Glascock - basso (nelle tracce 2, 9, 10)
- David Palmer - tastiere, organo, arrangiamenti orchestrali
- Francis Wilson – voce parlata nel brano 1 e 8
- Dave Pegg - basso (nella edizione bonus, tracce 13 e 14)